# Петр Арнаудов
Петр Арнаудов (болг. Петър Георгиев Арнаудов; нар. 8 серпня 1986, Пловдив) – болгарський шахіст, гросмейстер від 2013 року.

## Шахова кар'єра
2008 року поділив 1-ше місце (разом із, зокрема, Владиславом Неведничим на турнірі Felix Cup у Băile Felix. 2009 року посів 3-тє місце (позаду Карела ван дер Вейде та Екгарда Шміттділя) на турнірі за круговою системою в Аугсбурзі, посів 2-ге місце (позаду Євгенія П'янкова) в Амбесі і взяв участь у фіналі чемпіонату Болгарії, який відбувся в Благоєвграді, посівши 4-те місце. 2010 року посів 3-тє місце (позаду Міхая Шуби і Владіміра Петкова) в Арв'е. Гросмейстерські норми виконав у роках 2010 (Лівіньо – посів 2-ге місце позаду Ігоря Наумкіна), 2012 (Золоті піски і Ейлат) і 2013 (Скоп'є). 2012 року переміг у Віллар-де-Лані. 2013 року поділив 2-ге місце (позаду Олександра Даніна, разом із, зокрема, Красіміром Русєвим) у Гофгаймі, поділив 2-ге місце (позаду Крікора Мехітаряна, разом із, зокрема, Сандро Мареко) у Варні, поділив 1-ше місце (разом з Красіміром Русєвим та Ігорем Наумкіним) у Мілані, а також виступив у складі збірної Болгарії на командному чемпіонаті Європи, який відбувся у Варшаві. 2014 року поділив 1-ше місце (разом з Сашою Мартиновичем та Іваном Заєю) на турнірі за швейцарською системою в Загребі.
Найвищий рейтинг Ело в кар'єрі мав станом на 1 серпня 2013 року, досягнувши 2494 балів займав тоді 12-те місце серед болгарських шахістів.

## Зміни рейтингу
| На цьому місці має відображатися графік чи діаграма, однак з технічних причин його відображення наразі вимкнено. Будь ласка, не видаляйте код, який викликає це повідомлення. Розробники вже працюють для того, щоби відновити штатне функціонування цього графіка або діаграми. | |
| | На цьому місці має відображатися графік чи діаграма, однак з технічних причин його відображення наразі вимкнено. Будь ласка, не видаляйте код, який викликає це повідомлення. Розробники вже працюють для того, щоби відновити штатне функціонування цього графіка або діаграми. |